# 李天俞
李天俞（？—1664年），明朝末年、清朝初年土族官员，西宁人。李南哥的后裔。
李天俞明朝末年任副总兵。崇祯十六年（1643年）冬，李自成部下贺锦率军攻占甘凉及土司衙门东山城（今青海省民和县），李天俞只身逃西宁。次年春，大顺军攻占西宁时李天俞被俘，押送到西安囚禁。清朝顺治二年（1645年），清朝英王阿济格攻入陕西，李天俞获释。受命回到西宁招抚各族。顺治五年（1648年），率土兵镇压甘州回民米剌印反清起事。顺治十年（1653年）清廷授他为西宁卫指挥同知。